# 에런 저지
에런 제임스 저지(영어: Aaron James Judge, 1992년 4월 26일 ~ )는 미국의 야구 선수로, 현재 메이저 리그 뉴욕 양키스의 선수이다. 2017년 역대 메이저리그 최초로 신인으로 50홈런 이상을 기록한 선수가 되었는데 순수 신인 최다 홈런 기록은 2017년 코디 벨린저의 39개(NL)이며 아메리칸 리그로 치자면 2014년 호세 아브레우의 36개가 최다 홈런 기록이었으나 내셔널 리그는 2019년 8월 19일 피트 알론소가 40홈런을 쳐 신기록이 세워졌다.

## 생애

### 어린 시절
1992년 4월 26일에 태어냈다. 태어나고 하루 뒤 현재에 저지에 부모인 웨인 저지 패티 저지 부부에게 입양되었다. 어렸을땐 야구, 미식축구, 농구를 했는데 야구를 제일 좋아했고 2010년에 오클랜드 어슬레틱스에 지명됐지만 거절하고 대학 진학을 선택한다.

### 뉴욕 양키스
2013년 1라운드 32순위로 뉴욕 양키스에 지명되었다.

#### 마이너 리그 시절
마이너 리그 시절엔 싱글A부터 트리플 A까지 빠르게 올라갔고 메이저 리그 데뷔를 준비했다.

#### 2016년
2016년에 빅 리그에 콜업되었다. 첫 타석에선 신인 백투백을 기록했지만 1할대 타율로 시즌을 마치게 된다.

#### 2017년
시즌 전에 주전 우익수로 선택되었고 시즌 초 4월까지 13홈런과 준수한 수비로 자신이 엄청난 신인인걸 증명했다. 5월까진 마이크 트라웃과 홈런왕 경쟁에 돌입했고 신인인데도 아메리카 리그 MVP 레이스도 참가하는등 메이저 리그를 폭격하고있다. 그리고 6월엔 강력한 MVP 후보인 마이크 트라웃이 부상을 당했고 결국 저지가 MVP 1순위가 되었다. 7월 8일엔 시즌 30호 홈런을 달성하면서 양키스 신인 최다 홈런 기록을 가지고 있던 조 디마지오에 29홈런을 뛰어넘었다. 그것도 후반기가 시작되기도 전에. 엄청난 홈런 페이스로 2017 홈런 더비에 초청되었고 여기서 우승을 하게 된다. 그렇게 많은 사람들은 저지가 후반기에서도 좋은 모습을 보이며 리그를 폭격할거라 예상했지만 막상 후반기에 들어오자마자 부진을 겪게 되고 팬들은 실망하게 되지만 9월에 다시 괴력을 보이며 다시 팬들을 열광하게 만들었다. 그리고 9월 25일 홈런 2개를 기록하면서 마크 맥과이어에 메이저 리그 신인 최다 홈런인 49홈런을 경신하게 된다. 그렇게 2017시즌엔 52홈런이라는 괴물같은 성적을 써내렸다. 신인왕은 당연히 만장일치로 수상하게 되었고 MVP 투표에선 1위표를 2표밖에 못받고 결국 호세 알투베에게 MVP자리를 넘겨준다. 하지만 호세 알투베에게 MVP수상을 축하해 주면서 좋은 모습을 보여주었다.

#### 2018년
뉴욕 양키스가 오프시즌에 작년 59홈런을 기록하면서 NL MVP를 수상한 지안카를로 스탠튼을 데려오면서 양대리그 50홈런 기록자가 한 팀에 모이게 된다. 시즌이 시작되고 4월 16일에 최단기간 60홈런 기록을 갈아치우게 되었다. 그 이후 5월까지 여러 기록을 갈아치우게 되었고 올스타전에도 출전하게 되었다. 그 후 홈런왕 경쟁에 참여하고 있던도중에 부상으로 이탈하게 되었다. 9월에 다시 복귀를 하였고 결국 아쉬운 부상으로 시즌을 마무리 하게 된다.

#### 2019년
시즌 초엔 여러 선수들에 부상으로 난감한 양키스에 유일한 희망이였지만 저지도 시즌 초에 부상으로 이탈하게 된다. 그것도 장기결장인것으로 예상되면서 양키스는 더욱 심각한 상황에 놓여지게 되었다. 6월에 스탠튼과 같이 복귀하게 되었고 다시 좋은 모습을 보여주게 된다. 하지만 데뷔 시즌보다 타육과 장타율이 잦은 부상으로 많이 낮아지게 되었다. 하지만 부상만 아니면 저지에 파워는 여전할 것이다. 후반기 마지막 15경기에서 10홈런을 터트리면서 오랜만에 괴물 모습을 보여주면서 시즌을 마무리 하게 된다. 그리고 다른 얘기지만 같은 연고지에 또 다른팀인 뉴욕 메츠에선 또 다른 괴물 신인인 피트 알론소가 저지의 신인 최다홈런인 52홈런을 넘어서면서 저지의 신인 최다 홈런 기록은 깨지게 되는데 순수 신인으로 치자면 2014년 아브레우  36홈런(아메리칸 리그), 2019년  알론소 53홈런(내셔널 리그)이 최고 기록이다.

### 2020년
코로나19로 인하여 진행된 60경기 단축 시즌에는 시즌 초 5경기 연속 홈런을 치는 등 좋은 모습을 보여 주었지만 종아리 부상 등으로 28 경기에 출장하여 타율 0.257에 9홈런 22타점을 기록하는 등의 부진하는 모습을 보여주었다.

### 2021년
2021년 시즌에는 148경기에 출장하여 타율 0.287에 39개의 홈런과 98개의 타점을 기록하며 양키스 타선을 이끌었다. 시즌 후 아메리칸 리그 실버슬러거 외야수 부문에 선정되었다. 또한 시즌 중 코로나 바이러스에 감염되는 등의 이슈가 있었지만, 2017년 시즌 이후 4년 만에 규정 타석을 넘어서는 등 건강과 관련된 문제점을 어느 정도 개선한 모습을 보여주었다.

### 2022년
2022년 시즌을 앞두고 원 소속팀이었던 뉴욕 양키스와 연장 계약을 시도했지만, 협상에 실패한 채로 시즌에 돌입하였다. 이후 시즌에 돌입하고 나서는 157경기에 출장하여 타율 0.311에 홈런 62개와 131개의 타점을 기록하는 등 뉴욕 양키스 타선을 이끌었고, 특히 그가 기록한 62 홈런은 1961년 시즌에 로저 매리스가 기록한 아메리칸 리그 한 시즌 최다 홈런 기록인 61개를 경신하는 기록이었다. 시즌 종료 후 저지는 2년 연속 아메리칸 리그 실버슬러거를 수상하였고, 커리어 첫 MVP로 선정 되었다. 2022년 시즌을 마친 후 FA 자격을 취득하였고, 원소속팀인 뉴욕 양키스, 샌프란시스코 자이언츠, 로스앤젤레스 다저스 등의 팀들과의 계약 루머가 있었지만, 결국 12월 7일에 뉴욕 양키스와 9년 3억 6000만 달러의 계약을 체결하면서 팀에 잔류하였다. 또한 데릭 지터의 은퇴 이후 8년 간 공석이었던 뉴욕 양키스의 주장으로 선임되었다.

## 수상 경력
- 아메리칸 리그 MVP 1회 (2023년)
- 아메리칸 리그 실버슬러거 3회 (2017년, 2021년, 2022년)
- 아메리칸 리그 올스타 4회 (2017년, 2018년, 2021년, 2022년)
- 아메리칸 리그 행크 애런 상 1회 (2022년)
- 메이저 리그 홈런더비 우승 1회(2017년)

## 연도별 타격 성적
| 연 도  | 소 속 | 경 기 | 타 석 | 타 수 | 득 점 | 안 타 | 2 루 타 | 3 루 타 | 홈 런 | 루 타 | 타 점 | 도 루 | 도 루 자 | 희 생 번 | 희 생 플 | 볼 넷 | 고 4 | 사 구 | 삼 진 | 병 살 타 | 타 율 | 출 루 율 | 장 타 율 | O P S |
| ------ | ----- | ----- | ----- | ----- | ----- | ----- | ------- | ------- | ----- | ----- | ----- | ----- | -------- | -------- | -------- | ----- | ---- | ----- | ----- | -------- | ----- | -------- | -------- | ----- |
| 2016년 | NYY   | 27    | 95    | 84    | 10    | 15    | 2       | 0       | 4     | 29    | 10    | 0     | 1        | 0        | 1        | 9     | 0    | 1     | 42    | 2        | .179  | .263     | .345     | .608  |
| 2017년 | NYY   | 155   | 678   | 542   | 128   | 154   | 24      | 3       | 52    | 340   | 114   | 9     | 4        | 0        | 4        | 127   | 11   | 5     | 208   | 15       | .284  | .422     | .627     | 1.049 |
| 2018년 | NYY   | 112   | 498   | 413   | 77    | 115   | 22      | 0       | 27    | 218   | 67    | 6     | 3        | 0        | 5        | 76    | 5    | 4     | 152   | 10       | .278  | .392     | .528     | 0.919 |
| 2019년 | NYY   | 102   | 447   | 378   | 75    | 103   | 18      | 1       | 27    | 204   | 55    | 3     | 2        | 0        | 1        | 64    | 4    | 3     | 141   | 11       | .272  | .381     | .540     | 0.921 |
| 2020년 | NYY   | 28    | 114   | 101   | 23    | 26    | 3       | 0       | 9     | 56    | 22    | 0     | 1        | 0        | 0        | 10    | 0    | 2     | 32    | 5        | .257  | .336     | .554     | 0.891 |
| 2021년 | NYY   | 148   | 633   | 550   | 89    | 158   | 24      | 0       | 39    | 299   | 98    | 6     | 1        | 0        | 5        | 75    | 2    | 3     | 158   | 16       | .287  | .373     | .544     | 0.916 |
| 2022년 | NYY   | 157   | 696   | 570   | 133   | 177   | 28      | 0       | 62    | 391   | 131   | 16    | 3        | 0        | 5        | 111   | 19   | 6     | 175   | 14       | .311  | .425     | .686     | 1.111 |
| 통산   | 7시즌 | 729   | 3161  | 2638  | 535   | 748   | 121     | 4       | 220   | 1537  | 497   | 40    | 15       | 0        | 21       | 472   | 39   | 24    | 908   | 73       | .284  | .394     | .583     | .977  |

- 2022년 기준, 굵은 글씨는 시즌 최고 성적.

1. ↑  국재환 (2017년 9월 23일). “'시즌 39호' 벨린저, SF전 역전 3점포…NL 신인 최다 홈런”. 엠스플뉴스. 2018년 11월 9일에 확인함.
2. ↑  김희준 (2019년 8월 19일). “알론소, NL 신인 최초 40홈런…이전기록 벨린저 SNS 축하”. 뉴시스. 2019년 8월 19일에 확인함.
3. ↑  양정웅 (2022년 8월 30일). “'결승포' 오타니-'50홈런' 저지 '장군멍군'…MVP 경쟁 뜨겁다”. 스타뉴스. 2022년 9월 22일에 확인함.